# Brandon Dominguès
Brandon José Dominguès (Grenoble, 2000. június 6. – ) portugál származású  francia labdarúgó, középpályás. A Real Oviedo játékosa.

## Pályafutása

### Klubcsapatokban
Dominguès szülővárosában a Grenoble csapatában nevelkedett tíz esztendeig.
2016-ban csatlakozott a Troyes utánpótlás csapatához. A francia másodosztályban 2020. szeptember 21-én a klub színeiben mutatkozott be egy Auxerre elleni mérkőzésen. A francia élvonalban 2021. augusztus 15-én mutatkozott be egy Clermont Foot elleni mérkőzésen. 2022 szeptembere óta a Budapest Honvéd középpályása. 2023. július 11-én bejelentették, hogy az előző szezon bajnoki bronzérmesénél, a Debreceni VSC-nél folytatja a pályafutását.
2025. június 24-én vált hivatalossá, hogy a spanyol élvonalba feljutó Real Oviedo szerződteti Dominguèst. A francia középpályás a DVSC színeiben 57 bajnokin 18 gólt ért el.

## Statisztika
2025. június 25-i állapot szerint
| Klub             | Szezon           | Bajnokság        | Bajnokság | Bajnokság | Kupa  | Kupa  | Nemzetközi kupa | Nemzetközi kupa | Egyéb | Egyéb | Összes | Összes |
| Klub             | Szezon           | Liga             | Mérk.     | Gólok     | Mérk. | Gólok | Mérk.           | Gólok           | Mérk. | Gólok | Mérk.  | Gólok  |
| ---------------- | ---------------- | ---------------- | --------- | --------- | ----- | ----- | --------------- | --------------- | ----- | ----- | ------ | ------ |
| Troyes B         | 2018/19          | National 3       | 19        | 6         | —     | —     | —               | —               | —     | —     | 19     | 6      |
| Troyes B         | 2019/20          | National 3       | 16        | 7         | —     | —     | —               | —               | —     | —     | 16     | 7      |
| Troyes B         | 2020/21          | National 3       | 3         | 2         | —     | —     | —               | —               | —     | —     | 3      | 2      |
| Troyes B         | 2021/22          | National 3       | 6         | 0         | —     | —     | —               | —               | —     | —     | 6      | 0      |
| Troyes B         | Összesen         | Összesen         | 44        | 15        | —     | —     | —               | —               | —     | —     | 44     | 15     |
| Troyes           | 2020/21          | Ligue 2          | 18        | 3         | 1     | 0     | —               | —               | —     | —     | 19     | 3      |
| Troyes           | 2021/22          | Ligue 1          | 11        | 1         | 1     | 1     | —               | —               | —     | —     | 12     | 2      |
| Troyes           | Összesen         | Összesen         | 29        | 4         | 2     | 1     | —               | —               | —     | —     | 31     | 5      |
| Budapest Honvéd  | 2022/23          | NB I             | 19        | 4         | 2     | 0     | —               | —               | —     | —     | 21     | 4      |
| Budapest Honvéd  | Összesen         | Összesen         | 19        | 4         | 2     | 0     | —               | —               | —     | —     | 21     | 4      |
| Debrecen         | 2023/24          | NB I             | 26        | 6         | 2     | 1     | 4               | 0               | —     | —     | 32     | 7      |
| Debrecen         | 2024/25          | NB I             | 31        | 12        | 1     | 0     | —               | —               | —     | —     | 32     | 12     |
| Debrecen         | Összesen         | Összesen         | 57        | 18        | 3     | 1     | 4               | 0               | —     | —     | 64     | 19     |
| KARRIER ÖSSZESEN | KARRIER ÖSSZESEN | KARRIER ÖSSZESEN | 149       | 41        | 7     | 2     | 4               | 0               | 0     | 0     | 160    | 43     |

Jegyzet(ek)
1. ↑  Mérkőzése(i) a(z) Konferencia Liga selejtezőjében